# Безводное (Юрьянский район)
Безводное — деревня в Юрьянском районе Кировской области в составе Ивановского сельского поселения.

## География
Находится на расстоянии примерно 2 километра на север по прямой от районного центра поселка Юрья.

## История
Известна с 1719 года, когда здесь было учтено 36 душ (мужского пола). В 1764 78 жителей. В 1873 году учтено дворов 23 и жителей 146, в 1905 27 и 153, в 1926 36 и 164, в 1950 31 и 103. В 1989 году оставалось 32 человека.

## Население
Постоянное население  составляло 16 человек (русские 88%) в 2002 году, 11 в 2010.